# Margot Drake
Margot Drake (11 de diciembre de 1899 – 15 de mayo de 1948) fue una actriz teatral y cinematográfica de nacionalidad británica, activa en la época del cine mudo. 

## Biografía
Nacida en Deptford,  Londres, Inglaterra, su verdadero nombre era Marjorie Alexa Thomson. En la era del cine mudo, actuó en un total de ocho películas británicas, destacando de entre ellas The Wonderful Year.
Falleció en 1948 en Inglaterra, a causa de un cáncer.

## Filmografía seleccionada
- A Bachelor Husband (1920)
- The Breed of the Treshams (1920)
- The Headmaster (1921)
- The Wonderful Year (1921)
- The Street of Adventure (1921)